# Matronae Hamavehae
Die Matronae Hamavehae sind Matronen, die in einer Inschrift eines Votivsteins aus Inden-Altdorf, Kreis Düren am Niederrhein überliefert sind. Der Beiname wird mit dem Namen des germanischen Volks der Chamaver verbunden. Der Stein wird auf die Zeit des 2. bis 3. Jahrhunderts datiert.

## Auffindung und Inschrift
Der Stein wurde 1582 in Altdorf (heute abgebaggerte Wüstung des Tagebau Inden) gefunden, beziehungsweise nach den ältesten Angaben beim Ackern ausgepflügt. Im Jahr 1590 erfolgte ein erster schriftlicher Beleg des Fundes und über die Fundumstände. Über lange Zeit befand sich der Votivstein im Besitz (Sammlung) der Grafen von Manderscheid zu Blankenheim, gelangte dann in den musealen Besitz der Stadt Köln und befindet sich heute im Depot des Stadtgeschichtlichen Museums Jülich.

Der aus Sandstein gefertigte Stein (mit bisher nicht publizierten Maßen) zeigt über einem schmalen Sockel eine fünfzeilige Inschriftentafel, darüber die Nische mit einem Tondo zentriert über den üblich sitzenden drei Matronen, deren beiden äußere Hauben tragen. An beiden Seitenflächen ist über einem Blattdekor jeweils ein Opferdiener auf einem Akanthussockel abgebildet. Die Inschrift in üblicher Capitalis ist kaum gestört und klar lesbar bis auf den Beinamen, der durch den Zeilenumbruch und den linksseitigen Materialabbruch sowie abweichende Buchstabenformen (vom 5. bis 7. Typen) Hama-veh-is in der Lesbarkeit beeinträchtigt ist.

„Matronis Hama/vehis C(aius) Iulius / Primus et C(aius) Iulius / Quartus ex i[m]perio / ipsarum [v(otum) s(olverunt)] l(ibentes) m(erito)“

„Den Matronen Hamavehae haben Gaius Julius Primus und Gaius Julius Quartus auf deren Geheiß das Gelübde bereitwillig und nach Gebühr eingelöst“

 Die Inschrift ist gekennzeichnet durch eine übliche Formel des niederrheinischen Katalogs der Votivinschriften (nicht nur im Kontext der Matronenverehrung) und zählt durch die ex imperio-Formel (d. h. „auf Geheiß/Anweisung der Matronen“) zur Gruppe der „Offenbarungs-Inschriften“. Neben den auffälligen Beinamen ist der Name des Stifters Gaius Julius Primus von Bedeutung. Denn ein Gaius Iulius Primus ist mit identischer Formel auch als Dedikant für die Matronae Grusduahenae aus Inden-Altdorf belegt. Durch den lokalen Bezug kann es sich um dieselbe Person handeln, wobei dieser Namenszug aus weiteren Inschriften der römischen Rheinprovinzen bekannt ist. Des Weiteren besteht die Möglichkeit durch dieselben Vornamen der Dedikanten, dass es sich um Brüder handelt. Neben dem Beleg aus Inden-Altdorf werden zwei weitere Inschriften aus Merzenich und Thorr als Belege für die Matronae Hamavehae gelesen. Da diese Inschriften jedoch durch Abbrüche, Abriebe und anderen Störungen des Schriftbilds nur durch erhebliche Konjekturen herstellbar sind, muss der Beleg aus Altdorf als der bislang einzige für die Matronae Hamavehae gelten.

## Beiname und Deutung
Seit Jacob Grimm wird der Beiname Hamavehae mit dem protofränkischen westgermanischen Volk der Chamaver in Verbindung gebracht. Günter Neumann führt in seiner Untersuchung der Matronen-Beinamen den Beleg der M. Hamavehae neben anderen als ein Beispiel eines Bildungstyps auf Basis einer Ableitung von einem Ethnonym. Ebenfalls verbindet Piergiuseppe Scardigli Hamavehae mit dem Gau der Chamaver an der IJssel (Tacitus, Annales 13, 55). Neumann zeigt, dass diese Matronenbeinamen bis auf das Genus mit dem Stammesnamen formidentisch erscheinen. Beim Beleg der Hamavehae ist der Stammesname Chamavi abweichend suffixal erweitert worden. Des Weiteren vermutet er im Beinamen einen Gruppennamen germanisch *Hamawiz und zieht die mittelalterlichen Gaunamen aus der Region um das niederländische Deventer Hamaland, oder Hameland hinzu. Eine in der Forschung anerkannte zufriedenstellende Etymologie des Beinamens steht bisher noch aus. Jürgen Udolph setzt hierzu eine neue Etymologie für Hamaland an und vulgo für Chamavi, ausgehend von deutschen und englischen Ortsnamenbelegen setzt er für das Bestimmungswort hama- eine Wurzel *ham- mit der Bedeutung „Winkel, winkelförmiges Terrain an Flüssen, Bucht“ an.
Für die M. Hamavehae  sieht Neumann den Grund in der Benennung darin liegen, dass die Matronen im Gebiet der (rechtsrheinischen) Chamaver zu Hause waren oder optional, dass Kleinstgruppen der Chamaver um ein Matronenheiligtum in der Germania inferior siedelten. Nach Wolfgang Spickermann zeigt die Matronenverehrung in der Region, dass eine „Gruppenidentität von Kleingruppen wie der Sippenverbände“ im engen Kontext steht. Für den Raum Inden wird in der heutigen Wüstung Geuenich ein Heiligtum angenommen. Karl Helm hat den Bildungstyp als eine Form der gentilen Schutzgottheiten nach keltischem Vorbild, beziehungsweise Einfluss bewertet.